# Peter zu Solms-Sonnenwalde
Clemens Peter Theodor Graf zu Solms-Sonnenwalde (* 27. April 1840 in Wurschen; † 17. Dezember 1922 in Sonnewalde) war ein deutscher Standesherr und Politiker.

## Familie
Peter zu Solms-Sonnenwalde entstammte einer in Brandenburg begüterten Nebenlinie der hessischen Uradelsfamilie Solms mit Stammsitz in Sonnewalde und weiteren Gütern in Hillmersdorf, Proßmarke und Pouch. Der Besitz der Standesherrschaft Sonnewalde gewährte eine Virilstimme auf der Herrenbank der Provinziallandtage der Kurmark Brandenburg und der Niederlausitz sowie einen erblichen Sitz im Preußischen Herrenhaus.
Peter zu Solms-Sonnenwalde war Sohn des Theodor zu Solms-Sonnenwalde (1814–1890) und Klara Maria, geborene von Rex-Thielau (1815–1886). Er heiratete seine Cousine ersten Grades Katharina Gräfin zu Solms-Sonnenwalde (1843–1895). Das Paar hatte fünf Kinder:
- Elisabeth Alwine Klara Klementine (1869–1954),
- Margarethe (1870–1932),
- Adriana Katharine Felicitas (1873–1956),
- Sabine (1878–1881),
- Martina Helene Fanny Marie (1883–1957).[1]

## Leben
Peter zu Solms-Sonnenwalde war königlich preußischer Oberst À la suite, seit 1873 Ehrenritter und ab 1888 Rechtsritter des Johanniterordens und Besitzer der Standesherrschaft Sonnenwalde/Schloss Sonnewalde, Herr auf Alt-Pouch mit Schloss Pouch, Mitbesitzer von Neu-Pouch (Landkreis Bitterfeld) und Herr auf Wurschen, Rechern und Belgern im Königreich Sachsen.
Von 1891 bis zu dessen Auflösung 1918 war er Mitglied des Preußischen Herrenhauses sowie des Provinziallandtags der Kurmark Brandenburg und der Niederlausitz.